# Højdevangs Sogn
Højdevangs Sogn er et sogn i Amagerbro Provsti (Københavns Stift). Sognet ligger i Københavns Kommune. I Højdevangs Sogn ligger Højdevangskirken.
I Højdevangs Sogn findes flg. autoriserede stednavne:
- Sundbyvester (bebyggelse, ejerlav)